# Diran Kelekian

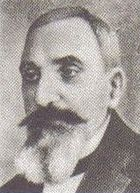
Diran Kelekian

Diran Kelekian (auch Dikran Kelegian, armenisch Տիրան Քէլէկեան, * 1862 in Kayseri; † 20. Oktober 1915 in Zentralanatolien, hingerichtet) war ein osmanischer Journalist und Gelehrter armenischer Herkunft. Er war Freimaurer und Mitglied der Partei Ramgavar und wurde ein Opfer des Völkermords an den Armeniern.

## Leben
Diran Kelekian erhielt seine Ausbildung an armenischen Schulen in Istanbul und daran anschließend in Marseille. In Istanbul arbeitete er für diverse türkische Zeitungen. Kelekian war als Sekretär (Geschäftsführer) des armenischen Patriarchats von Konstantinopel tätig. In den letzten Jahren der Regentschaft Sultan Abdülhamids II. musste Kelekian nach London fliehen, wo er für britischen Zeitungen schrieb. Nach der jungtürkischen Revolution von 1908 wurde er Chefredakteur der Tageszeitung „Sabah“ und Präsident des Istanbuler Pressevereins.  Als Professor an der Dârülfünûn, der Universität in Istanbul, war er der akademische Lehrer zahlreicher führender Persönlichkeiten der jungtürkischen Bewegung und der späteren türkischen Republik. Trotzdem wurde Kelekian wie alle führenden Persönlichkeiten der armenischen Gemeinde Istanbul Opfer der Verhaftungswelle vom 24. und 25. April 1915, nach Çankırı in Zentralanatolien deportiert, und am 20. Oktober 1915 zwischen Yozgat und Kayseri auf der Höhe der Brücke Cokgöz über dem Kızılırmak ermordet. Der „Sabah“ ging dann in die Hände der Partei der Jungtürken.

## Schriften
- Hayat. 1913. (d. h. Leben türkische Übersetzung der armenischen Kurzgeschichten von Krikor Zohrab 1911; eine frz. Neuausgabe erschien 2005 bei éd. Parenthèses La vie comme elle est).
- Tarih-i Siyasî-i Umumî. 1913.
- Kamûs-ı Fransevî. 1911. (1928 postum erschienenes, illustriertes türkisch-französisches Wörterbuch)